# Pululera
Pululera is een bestuurslaag in het regentschap Flores Timur van de provincie Oost-Nusa Tenggara, Indonesië. Pululera telt 1267 inwoners (volkstelling 2010).